# 임상 연구 설계
임상 연구 설계(clinical study design)는 인간을 대상으로 하는 의학, 임상 및 기타 유형의 연구(예: 역학(epidemiological))에 대한 관찰 연구뿐만 아니라 시험(trial)과 실험을 공식화하는 것이다. 임상 연구의 목표는 시험용 의약품(investigational medicinal product, IMP)이나 절차, 개발 중이지만 보건 당국(예: 식품의약국)에 의해 잠재적으로 아직 승인되지 않은 신약이나 장치의 안전성, 효능 및 작용 메커니즘을 평가하는 것이다. 또한 이미 승인되었지만 일반적으로 장기적인 효과나 비용 효율성과 관련하여 추가 조사가 필요한 약물, 장치 또는 절차를 조사할 수도 있다.
여기서 고려 사항 중 일부는 실험 설계라는 보다 일반적인 주제에서 공유되지만, 특히 환자의 기밀 유지 및 윤리와 관련된 다른 고려 사항도 있을 수 있다.

## 같이 보기
- 증례 보고
- 증례 시리즈
- 기관 감사 위원회
- 의학 연구
- 임상시험
- 생물학적 동등성